# Зауия
Вижте пояснителната страница за други значения на Аз Зауия.
Аз Зауия (на арабски: الزاوية), известен още като Зауия, Завия, Аз Зауия ал Гарбия и др., е град в Либия, по бреговете на Средиземно море, в историческата област Триполитания. Отстои на около 50 км от столицата Триполи. Административен център на община Аз Зауия.
С населението си от около 291 000 души (2006) Аз Зауия е четвъртият най-голям град в Либия след Триполи, Бенгази и Мисрата.
През 2011 г., по време на Гражданската война в Либия, край Аз Зауия има ожесточени сблъсъци между поддръжници и противници на лидера Муамар Кадафи. На 24 февруари градът въстава и скоро попада под властта на бунтовниците, но до 9 март е овладян от лоялните към режима.
В града има Университет 7 април, основан през 1988 г. Тук се намира и стадиона Заауия, който се използва най-вече за футбол.